# Université Friedrich-Alexander d'Erlangen-Nuremberg

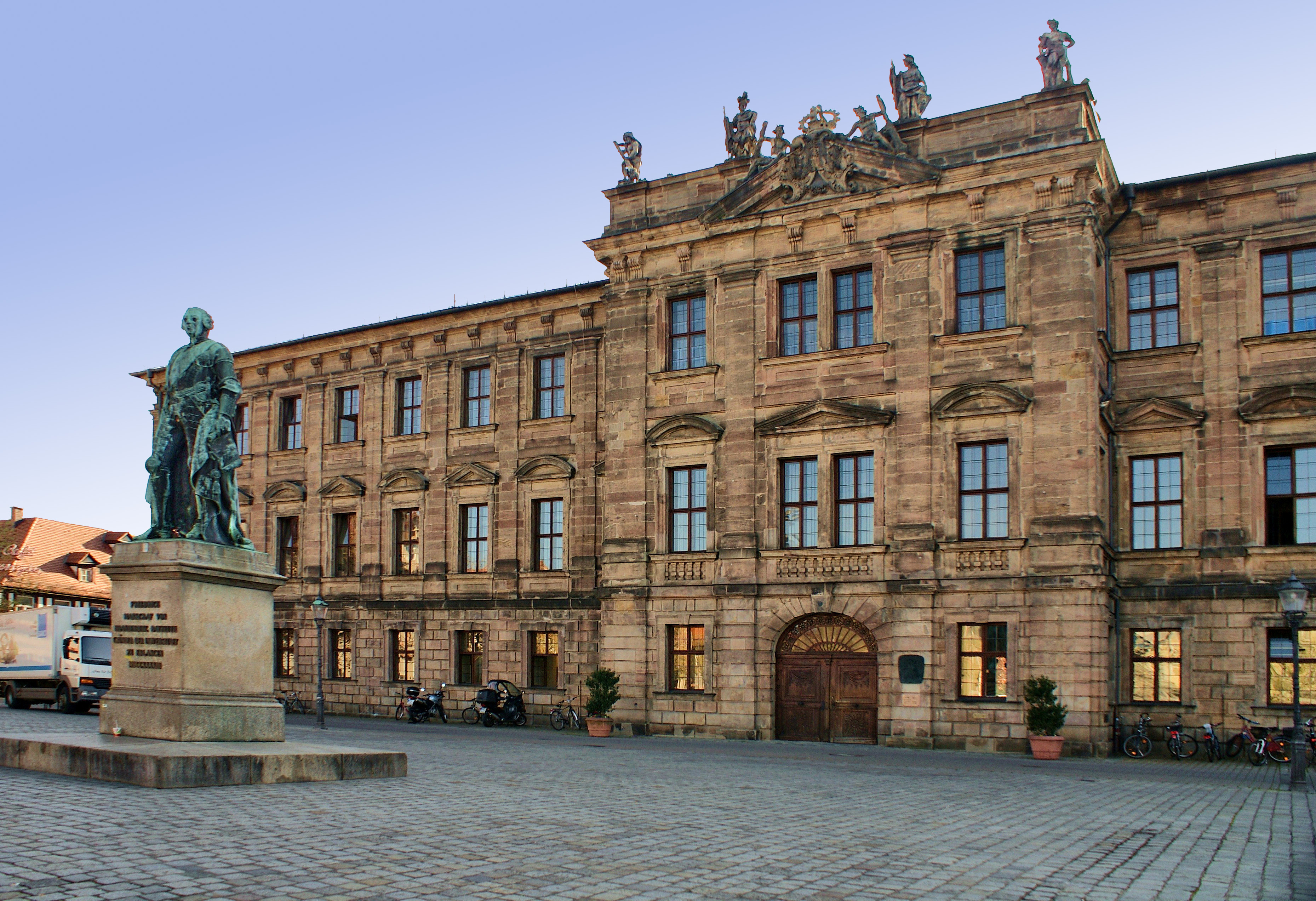
Château d'Erlangen. Siège de l'administration de l'université.

Pour les articles homonymes, voir FAU.
L'université Friedrich-Alexander d'Erlangen-Nuremberg (en allemand, Friedrich-Alexander-Universität Erlangen-Nürnberg ou FAU) est une université allemande fondée en 1742. Elle est actuellement la deuxième plus grande université en Bavière, avec 11 facultés rassemblant 265 chaires.
Les cours sont répartis sur deux campus : les facultés des sciences sociales, économique et éducative sont situées à Nuremberg. Toutes les autres facultés sont situées à Erlangen.
En 2013, la FAU a accueilli 39000 étudiants et a délivré 5251
diplômes de fin d'études et 663 doctorats. L'université a reçu 180 millions d'euros de financement externe dans la même
année, soit l’un des plus forts financements par des tiers parmi des universités en Allemagne.
En 2006 et 2007, dans le cadre de l'initiative nationale de l'excellence, la FAU a été choisie par la Fondation allemande pour la recherche comme l'un des gagnants dans l'Initiative d'excellence allemande. FAU est aussi un membre de la DFG (Deutsche Forschungsgemeinschaft) et de Top Industrial Managers for Europe.
Dans le classement académique des universités mondiales pour l'année 2014, la FAU se classe au deuxième rang des universités allemandes en Engineering/Technology et le groupe Computer Sciences pour tous les quatre paramètres TOP, FUN, HiCi et PUB.

## Facultés
En 2007, l'université accueille 26 554 étudiants dans ses 11 facultés :
- Faculté de théologie protestante
- Faculté de droit
- Faculté de médecine
- Faculté des lettres et sciences humaines I (Philosophie, Histoire, Sciences sociales)
- Faculté des lettres et sciences humaines II (langues et littérature)
- Faculté des Sciences I (Mathématique, Physique)
- Faculté des Sciences II (Biologie, Chimie, Pharmacie)
- Faculté des Sciences III (Géographie, Géologie/Minéralogie/Paléontologie)
- Faculté des sciences économiques et sociales (à Nuremberg)
- Faculté de technologie (depuis 1966)
- Faculté des sciences de l'éducation (à Nuremberg)

## Historique
L'université est fondée en 1742 à Bayreuth par le margrave Frédéric III de Brandebourg-Bayreuth sous le nom de Friedrichs-Universität. Dès l'année suivante, en 1743, l'université est transférée à Erlangen. Elle compte alors 4 facultés : théologie protestante, jurisprudence, médecine et philosophie.
En 1769, la principauté de Bayreuth à laquelle Erlangen appartient passe sous le contrôle de Charles-Alexandre, margrave de Brandebourg-Ansbach. Il participe fortement au développement de l'université qui prend la même année le nom de Friedrich-Alexander-Universität.

## Partenariats internationaux
La FAU maintient un large éventail de contacts internationaux avec d'autres universités de rang international. L'université a établi des partenariats avec environ 500 universités, dont l'Université Duke, l'UCL, l'Imperial College London et l'Université de Cambridge.